# ジェームス・B・ランパート

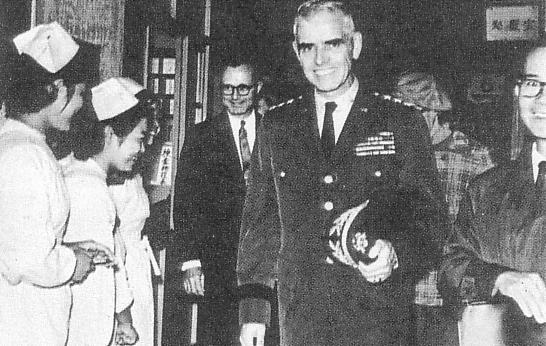
愛楽園を視察するランパート（1969年）

ジェームス・ベンジャミン・ランパート（James Benjamin Lampert、1914年4月16日 - 1978年7月10日）は、アメリカ陸軍の軍人で、最終階級は陸軍中将であった。1969年1月28日から1972年5月14日まで琉球列島高等弁務官を務めた。

## 経歴

### 青年期
1914年4月16日にワシントンD.C.で生まれた。父・ジェームス・G・B・ランパート陸軍中佐は1919年1月にヨーロッパでアメリカ海外派遣軍での任務中に亡くなった。ランパートは幼少期に父の死後、母親とともにウィスコンシン州で移り住んだ。1936年に陸軍士官学校を276人中36番目の成績で卒業し、少尉に任命された。卒業後、米軍野戦砲兵隊に所属したが、1年も経たずアメリカ陸軍工兵司令部に異動された。彼はマサチューセッツ工科大学で土木工学を学び、修士号を取得した。

### 軍歴
第二次世界大戦の開始とともに、ランパートは南太平洋のフィジー諸島、ソロモン諸島航空工兵大隊を指揮した。1944年1月、第14軍団工兵隊の技術将校に任命され、1945年3月ルソン島の戦い、マニラ人民解放軍に参加した。戦中、彼は銀星章、勲功章、青銅星章を受章した。戦後は原子力発電所の開発、またアメリカ空軍特殊武器計画にも携わり、マンハッタン計画の責任者を務めたレズリー・グローヴス空軍中将に仕えた。
ランパートは1949年から1952年まで、サウスカロライナ州チャールストンとオクラホマ州タルサの工兵管区指揮官に、その後米軍統合原子力プログラムの責任者になった。1957年アメリカ合衆国国防大学に出席した。この時、ベトナムのサイゴン（現在のホーチミン）で南ベトナム米軍事援助顧問団（後の南ベトナム軍事援助司令部）兵站部副部長に任命された。ベトナムからの帰還後、アメリカ国防総省内の工兵総監部で軍事建設指揮官、1963年から1966年まで米陸軍士官学校校長、1966年から1968年まで国防総省の副国防次官補、1969年には琉球列島高等弁務官を1972年に退役するまで務めた。
高等弁務官時代には、既に沖縄返還が決まっていたため、琉球政府や日本政府と協力して復帰に対応するための施策を行った。米軍に直接関係しない限り、琉球政府への干渉は差し控えるなど穏健路線をとった。離任後、日本政府より民政安定に尽力したとして勲一等旭日大綬章が贈られた。

### 退役後
退役後、ランパートは陸軍士官学校同窓会の理事を務め、1978年には同窓会会長に就任した。1978年7月10日に彼はワシントンD.C.のウォルター・リード陸軍医療センターで死去した。